# Nyborg Kommune
|  | For Nyborg Kommune før kommunalreformen i 2007, se Nyborg Kommune (1970-2006). |
Nyborg Kommune er en kommune i Region Syddanmark efter Kommunalreformen i 2007. Allerede den 15. november 2005 blev kommunalbestyrelsen dog valgt.
Nyborg Kommune opstod ved sammenlægning af flg.:
- Nyborg Kommune
- Ullerslev Kommune
- Ørbæk Kommune

Denne kommune kunne have mistet Flødstrup Sogn (Ullerslev Kommune), da forligspartierne krævede en folkeafstemning her, men ved afstemningen den 30. marts 2005 stemte sognet sig med 315 stemmer mod 303 til Nyborg.

## Politik
Nyborg styres af et byråd bestående af 25 medlemmer, der er på valg hvert fjerde år. Udover byrådet har kommunen 7 politiske udvalg.

### Mandatfordeling 2005-21
| 11 |  |  |  | 11 |

| 20 | 5 |

| 12 |  | 3 | 2 | 7 |

| 18 | 7 |

| 11 |  | 3 | 9 |  |

| 19 | 6 |

| 9 |  | 2 | 13 |

| 18 | 7 |

| 8 |  | 2 | 14 |

| 19 | 6 |

| 7 |  | 2 | 14 |  |

| 18 | 7 |

### Nuværende byråd
| Navn                               | Parti                                  |
| ---------------------------------- | -------------------------------------- |
| Kenneth Lundager Muhs (Borgmester) | Venstre - 14 mandater                  |
| Rune Christensen                   | Venstre - 14 mandater                  |
| Peter Wagner Mollerup              | Venstre - 14 mandater                  |
| Martin Huus                        | Venstre - 14 mandater                  |
| Jørn Terndrup                      | Venstre - 14 mandater                  |
| Anja Lærke Kongsdal                | Venstre - 14 mandater                  |
| Jørn Gammeltoft Gustavsen          | Venstre - 14 mandater                  |
| Søren Ejnar Svendsen               | Venstre - 14 mandater                  |
| Jan Reimer Christiansen            | Venstre - 14 mandater                  |
| Anne Dyrhøj                        | Venstre - 14 mandater                  |
| Jørgen Jørgensen                   | Venstre - 14 mandater                  |
| Pia Kondrup Juul-Nielsen           | Venstre - 14 mandater                  |
| Kaj Jacobsen Refslund              | Venstre - 14 mandater                  |
| Kenneth Taanquist                  | Venstre - 14 mandater                  |
| Sonja Marie Jensen                 | Socialdemokratiet - 8 mandater         |
| Lone Smidt                         | Socialdemokratiet - 8 mandater         |
| Martin Stenmann                    | Socialdemokratiet - 8 mandater         |
| Rameesh Thirugnanasambanther       | Socialdemokratiet - 8 mandater         |
| Jesper Nielsen                     | Socialdemokratiet - 8 mandater         |
| Per Chrone Jespersen               | Socialdemokratiet - 8 mandater         |
| Henrik Hauge Vestergaard           | Socialdemokratiet - 8 mandater         |
| Poul Erik Knudsen                  | Socialdemokratiet - 8 mandater         |
| Suzette Frovin                     | Socialistisk Folkeparti - 2 mandat     |
| Ole Tyrsted Jørgensen              | Socialistisk Folkeparti - 2 mandat     |
| Jan Michael Gertsen                | Det Konservative Folkeparti - 1 mandat |

| Navn                         | Skiftet fra       | Skiftet til | Dato            |
| ---------------------------- | ----------------- | ----------- | --------------- |
| Jesper Nielsen               | Socialdemokratiet | Løsgænger   | 27. april 2022  |
| Rameesh Thirugnanasambanther | Socialdemokratiet | Løsgænger   | 21. august 2022 |

| Udtrådt        | Indtrådt         | Parti                         | Dato           |
| -------------- | ---------------- | ----------------------------- | -------------- |
| Jesper Nielsen | Vibeke Ejlertsen | Løsgænger / Socialdemokratiet | 27. april 2022 |

### Byråd 2018-2022
| Navn                         | Parti                          |
| ---------------------------- | ------------------------------ |
| Kenneth Muhs (Borgmester)    | Venstre - 13 mandater          |
| Erik Rosengaard              | Venstre - 13 mandater          |
| Jørn Terndrup                | Venstre - 13 mandater          |
| Tilde Nielsen                | Venstre - 13 mandater          |
| Peter Wagner Mollerup        | Venstre - 13 mandater          |
| Jan Reimer                   | Venstre - 13 mandater          |
| Søren Svendsen               | Venstre - 13 mandater          |
| Anja Kongsdal                | Venstre - 13 mandater          |
| Kaj Refslund                 | Venstre - 13 mandater          |
| Jacob Nilsson                | Venstre - 13 mandater          |
| Anne Dyrhøj                  | Venstre - 13 mandater          |
| Jørgen Jørgensen             | Venstre - 13 mandater          |
| Martin Huus                  | Venstre - 13 mandater          |
| Vibeke Ejlertsen             | Socialdemokratiet - 9 mandater |
| Sonja Marie Jensen           | Socialdemokratiet - 9 mandater |
| Per Chrone Jespersen         | Socialdemokratiet - 9 mandater |
| Martin Stenmann              | Socialdemokratiet - 9 mandater |
| Rameesh Thirugnanasambanther | Socialdemokratiet - 9 mandater |
| Albert Pedersen              | Socialdemokratiet - 9 mandater |
| Jesper Nielsen               | Socialdemokratiet - 9 mandater |
| Frits Christensen            | Socialdemokratiet - 9 mandater |
| Poul Erik Knudsen            | Socialdemokratiet - 9 mandater |
| Carsten Kudsk                | Dansk Folkeparti - 2 mandater  |
| Anne Marie Palm-Johansen     | Dansk Folkeparti - 2 mandater  |
| Suzette Frovin               | SF - 1 mandat                  |

| Navn          | Skiftet fra      | Skiftet til          | Dato           |
| ------------- | ---------------- | -------------------- | -------------- |
| Carsten Kudsk | Dansk Folkeparti | LokalNationale       | 9. januar 2021 |
| Casten Kudsk  | LokalNationale   | Vi Lokale Demokrater | 15. juni 2021  |

### Borgmestre
| Navn             | Start          | Slut              | Parti             |
| ---------------- | -------------- | ----------------- | ----------------- |
| Jørn Terndrup    | 1. januar 2007 | 31. december 2009 | Venstre           |
| Erik Christensen | 1. januar 2010 | 31. december 2013 | Socialdemokratiet |
| Kenneth Muhs     | 1. januar 2014 |                   | Venstre           |

## Nyborg Kommunes logo
I forbindelse med kommunesammenlægningen blev det besluttet, at Nyborg Kommune skulle have et nyt logo, for at den nye storkommune fik et fælles logo som erstatning for de gamle. Nyborg Kommunes logo er baseret på Nyborgs gamle våbenskjold.

## Nyborg by
Nyborg ligger på Østfyn ud til Storebælt. I midtbyen er der flere specialbutikker, hvoraf de fleste er organiseret i Nyborg handelsstandsforening.
I 2008 blev der afholdt Broløb på Storebæltsbroen for at fejre at Storebæltsbroen fyldte 10 år.
Nyborgs kulturliv består af bl.a. Nyborgs Kulturnat og Nyborg Voldspil.
I 2009 fejrer Nyborg 350 året for Slaget ved Nyborg og fi i denne anledning besøg af regentparret.

### Badestrande
Nyborg har flere kyststrækninger med badestrande.
Grønnehave har både selve stranden og græsarealer med picnicborde og mulighed for div. boldspil og andre sommeraktiviteter samt parkeringsforhold
Teglværksskoven har lavt badevand – velegnet til små børn.
Søbadet har en ”tre-længet” bro, græsareal til solbadning, omklædningsrum, toilet og ligeledes parkeringsforhold.
Fyns Badestrand, også kaldet Costa del Nyborg, er en stor og hvid sandstrand, der blev pumpet ind fra Storebælt i forbindelse med opførelsen af Storebæltsbroen. Der er mulighed for boldspil og i sommerhalvåret er der tilknyttet en livredder. På parkeringspladsen findes en iskiosk.
Ligeledes er der på strækningen mellem de to strandhoteller, Hotel Hesselet og Hotel Nyborg Strand, flere badebroer og toilet. Parkering kan være et problem.

### Skove
Nyborg har mange små og lidt større skove, både kommunale og private, der er er åbne for offentligheden. I de kommunale skove må man færdes frit hele døgnet.
Teglværksskoven ligger helt ud til Storebælt og der, hvor stranden støder op til skoven, er der en sti, der går hele vejen fra parkeringspladsen ved enden af Strandallen, forbi Restaurant Teglværksskoven og ud til de naturskønne omgivelser ved Strandvænget, som er et bo-, aktivitets og samværstilbud for voksne med betydeligt og varigt nedsat funktionsevne, der drives af Region Syddanmark. Her kan man gå en tur i deres park, se på fugle, kaniner og andre dyr, eller lade børnene lege på deres sanselegeplads. Følger man stranden længere nord på ender man i Grønnehave.
Christianlundsskoven, Borgmesterskoven og Reizelskoven ligger alle tre tæt på Hotel Nyborg Strand på hver side af Christianslundsvej. Alle tre skove er hundeskove, hvor hunde ikke behøver at være i snor.

I de private skove må man kun færdes på veje og stier og kun i tidsrummet fra solopgang til solnedgang, og man skal følge de anvisninger, man i øvrigt får fra skovens personale/ejere.
Kajbjergskoben hører ind under Holckenhavn slot. Her er adgang for offentligheden. Man kan parkere på parkeringspladsen ved Svendborg landevej, hvorfra der er flere ture rundt i skoven. Skoven drives til dels som skovbrug med pyntegrønt, juletræer og anden træproduktion og til dels som jagt.
Juelsbjergskoven hører til Juelsbjerg gods og har ligeledes flere gåture rundt i skoven.
Juelsbjerg gods ejer også skoven ved Slipshavn, der ligger i forbindelse med slipshavn og golfbanen. Træerne i denne skov står ikke så tæt, og skoven har derfor et noget anderledes udseende end de andre skove i Nyborg. Her er træerne mere ”trolde-agtige”.

### Turistattraktioner
Nyborg er en gammel fæstningsby og har flere nævneværdige attraktioner. Bl.a. Nyborg slot, Landporten, museeet Mads Lerches Gård, Nyborg Vandtårn, og slottet Holckenhavn kan nævnes i denne forbindelse.

## Ullerslev by
Ullerslev by ligger langs landevejen mellem Nyborg og Odense. Centralt beliggende finder man Ullerslev-Centret med indkøbsmuligheder og ligeledes Ullerslev Kulturhus.

## Ørbæk by
Ørbæk by er den anden by, der kom ind under Nyborg Kommune efter kommunesammenlægningen. Mest kendt er Ørbæk nok for sit årligt tilbagevendende heste- og kræmmer marked Ørbæk Marked.

## Byer
| Kommunens største byer |              |                   |
| Nr                     | By           | Indbyggere (2025) |
| 1                      | Nyborg       | 17.990            |
| 2                      | Ullerslev    | 2.714             |
| 3                      | Ørbæk        | 1.752             |
| 4                      | Refsvindinge | 566               |
| 5                      | Måre         | 521               |
| 6                      | Vindinge     | 474               |
| 7                      | Hjulby       | 387               |
| 8                      | Aunslev      | 387               |
| 9                      | Frørup       | 377               |
| 10                     | Skellerup    | 351               |
| 11                     | Svindinge    | 284               |
| 12                     | Tårup        | 283               |
| 13                     | Ellinge      | 224               |

## Sogne i Nyborg Kommune
Medlemmer af folkekirken(indbyggere) pr. 1. juli 2009:
- Nyborg Sogn 11.917(14.494) 82,2%
- Vindinge Sogn 2.942(3.332) 88,3%
- Ullerslev Sogn 2.798(3.043) 91,9%
- Ørbæk Sogn 1.639(1.758) 93,2%
- Frørup Sogn 1.289(1.430) 90,1%
- Aunslev Sogn 1.185(1.324) 89,5%
- Herrested Sogn 1.032(1.113) 92,7%
- Flødstrup Sogn 886(986) 89,9%
- Refsvindinge Sogn 851(961) 88,6%
- Skellerup Sogn 630(665) 94,7%
- Svindinge Sogn 488(545) 89,5%
- Ellinge Sogn 482(521) 92,5%
- Kullerup Sogn 302(329) 91,8%
- Langå Sogn 252(296) 85,1%
- Bovense Sogn 245(295) 83,1%
- Øksendrup Sogn 256(288) 88,9%
- Ellested Sogn 198(228) 86,8%